# Waltraud Kretzschmar
Pour les articles homonymes, voir Kretzschmar.
Waltraud Kretzschmar, née Hermann le 1er février 1948 à Kloster Lehnin et morte le 7 février 2018, est une handballeuse allemande ayant représenté l'Allemagne de l'Est.

## Carrière
Fille d'un jardinier, elle est scolarisée à Damsdorf  où elle commence le handball dans le club local du BSG Traktor Damsdorf. En 1964, elle rejoint le SC Leipzig, où elle évolue jusqu'en 1980. Jusqu'en 1971, elle joue sous le nom de Czelake avant d'épouser son entraîneur de l'époque, Peter Kretzschmar (de). Avec le SC Leipzig, elle remporte dix titres de championne de RDA et deux Coupes d'Europe des clubs champions en 1966 et 1974.
Elle compte 217 sélections et 727 buts de 1965 à 1980 en équipe d'Allemagne de l'Est ; elle est sacrée championne du monde en 1971, 1975 et 1978, médaillée d'argent aux Jeux olympiques de 1976 et médaillée de bronze aux Jeux olympiques de 1980.
Après la fin de sa carrière de sportive de haut niveau, elle entraîne à partir de 1980 au SV Dynamo dans le centre d'entraînement de Berlin-Lichtenberg. Après la réunification, elle suit une formation de directrice d'hôtel et gère avec son mari Peter, de 1994 à 2002, le casino situé dans stade BVG à Berlin.
En 2010, Waltraud Kretzschmar est nommée dans l'élection de la meilleure joueuse de tous les temps dans un vote sur internet organisé par l'IHF et termine troisième des suffrages avec 3,7 %, derrière la Yougoslave Svetlana Kitić (84,1 %) et la Danoise Anja Andersen (10,3 %) mais devant la Soviétique puis Ukrainienne Zinaïda Tourtchina (1,8 %).
Waltraud Kretzschmar vit avec son mari à Schöneiche bei Berlin. Elle décède en février 2018, quelques jours à peine après son 70e anniversaire.

## Vie privée
Waltraud Kretzschmar est la femme de Peter Kretzschmar (de), vainqueur du championnat du monde à onze en 1963, et la mère de Stefan Kretzschmar, vice-champion olympique en 2004.

## Palmarès

### Club
compétitions internationales
- vainqueur de la coupe des clubs champions (2) en 1966 et 1974 (avec SC Leipzig)
- finaliste de la coupe des clubs champions en 1967, 1970, 1972 et 1977 (avec SC Leipzig)
- finaliste de la coupe des vainqueurs de coupe en 1978 (avec SC Leipzig)

 compétitions nationales
- championne d'Allemagne de l'Est (10) en 1965, 1968, 1969, 1970, 1971, 1972, 1973, 1975, 1976 et 1978 (avec SC Leipzig)

### Sélection nationale
Jeux olympiques
- médaille d'argent aux Jeux olympiques de 1976 à Montréal
- médaille de bronze aux Jeux olympiques de 1980 à Moscou

championnats du monde
- vainqueur du championnat du monde 1971
- 9e place du championnat du monde 1973
- vainqueur du championnat du monde 1975
- vainqueur du championnat du monde 1978